# Mistrzostwa Świata w Saneczkarstwie 2023
51. Mistrzostwa świata w saneczkarstwie 2023 odbyły się w dniach 27–29 stycznia w niemieckim Oberhofie. Rozegranych zostało dziewięć konkurencji: sprint jedynek kobiet, jedynki kobiet, sprint jedynek mężczyzn, jedynki mężczyzn, sprint dwójek kobiet, dwójki kobiet, sprint dwójek mężczyzn, dwójki mężczyzn oraz zawody drużynowe. Kobiety w dwójkach startowały po raz pierwszy w historii mistrzostw.
Z powodu wojny w Ukrainie rosyjscy i białoruscy saneczkarze zostali wykluczeni z mistrzostw.
Najlepiej z reprezentantów Polski spisała się sztafeta Klaudia Domaradzka, Mateusz Sochowicz, Wojciech Chmielewski i Jakub Kowalewski, która zajęła szóste miejsce.

## Terminarz i medaliści
| Data             | Miejscowość | Konkurencja               | Złoto                                                                 | Srebro                                                                   | Brąz                                                                      |
| ---------------- | ----------- | ------------------------- | --------------------------------------------------------------------- | ------------------------------------------------------------------------ | ------------------------------------------------------------------------- |
| 27 stycznia 2023 | Oberhof     | Jedynki kobiet – sprint   | Dajana Eitberger                                                      | Julia Taubitz                                                            | Anna Berreiter                                                            |
| 27 stycznia 2023 | Oberhof     | Jedynki mężczyzn – sprint | Felix Loch                                                            | Jonas Müller                                                             | Max Langenhan                                                             |
| 27 stycznia 2023 | Königssee   | Dwójki kobiet – sprint    | Niemcy Jessica Degenhardt · Cheyenne Rosenthal                        | Austria Selina Egle · Lara Kipp                                          | Włochy Andrea Vötter · Marion Oberhofer                                   |
| 27 stycznia 2023 | Königssee   | Dwójki mężczyzn – sprint  | Niemcy Toni Eggert · Sascha Benecken                                  | Niemcy Tobias Wendl · Tobias Arlt                                        | Austria Yannick Müller · Armin Frauscher                                  |
| 28 stycznia 2023 | Königssee   | Jedynki kobiet            | Anna Berreiter                                                        | Julia Taubitz                                                            | Dajana Eitberger                                                          |
| 29 stycznia 2023 | Königssee   | Jedynki mężczyzn          | Jonas Müller                                                          | Max Langenhan                                                            | David Gleirscher                                                          |
| 28 stycznia 2023 | Königssee   | Dwójki kobiet             | Niemcy Jessica Degenhardt · Cheyenne Rosenthal                        | Austria Selina Egle · Lara Kipp                                          | Włochy Andrea Vötter · Marion Oberhofer                                   |
| 28 stycznia 2023 | Königssee   | Dwójki mężczyzn           | Niemcy Toni Eggert · Sascha Benecken                                  | Niemcy Tobias Wendl · Tobias Arlt                                        | Austria Yannick Müller · Armin Frauscher                                  |
| 29 stycznia 2023 | Königssee   | Sztafeta mieszana         | Niemcy Anna Berreiter · Max Langenhan · Toni Eggert · Sascha Benecken | Austria Madeleine Egle · Jonas Müller · Yannick Müller · Armin Frauscher | Łotwa Kendija Aparjode · Kristers Aparjods · Mārtiņš Bots · Roberts Plūme |

## Wyniki

### Jedynki kobiet – sprint
| Medal | Zawodniczka        | Narodowość        | Czas   | Strata  |
| ----- | ------------------ | ----------------- | ------ | ------- |
|       | Dajana Eitberger   | Niemcy            | 26.204 | –       |
|       | Julia Taubitz      | Niemcy            | 26.205 | + 0.001 |
|       | Anna Berreiter     | Niemcy            | 26.232 | + 0.028 |
| 4.    | Merle Fräbel       | Niemcy            | 26.248 | + 0.044 |
| 5.    | Madeleine Egle     | Austria           | 26.302 | + 0.098 |
| 5.    | Lisa Schulte       | Austria           | 26.302 | + 0.098 |
| 7.    | Kendija Aparjode   | Łotwa             | 26.344 | + 0.140 |
| 8.    | Brittney Arndt     | Stany Zjednoczone | 26.379 | + 0.175 |
| 9.    | Natalie Maag       | Szwajcaria        | 26.387 | + 0.183 |
| 10.   | Sigita Bērziņa     | Łotwa             | 26.469 | + 0.265 |
|       |                    |                   |        |         |
| 19.   | Klaudia Domaradzka | Polska            |        | -       |
| 30.   | Natalia Jamróz     | Polska            |        | -       |

### Jedynki mężczyzn – sprint
| Medal | Zawodniczka         | Narodowość | Czas   | Strata  |
| ----- | ------------------- | ---------- | ------ | ------- |
|       | Felix Loch          | Niemcy     | 33.544 | –       |
|       | Jonas Müller        | Austria    | 33.617 | + 0.073 |
|       | Max Langenhan       | Niemcy     | 33.666 | + 0.122 |
| 4.    | David Gleirscher    | Austria    | 33.739 | + 0.195 |
| 5.    | Kristers Aparjods   | Łotwa      | 33.744 | + 0.200 |
| 6.    | Nico Gleirscher     | Austria    | 33.757 | + 0.213 |
| 7.    | Dominik Fischnaller | Włochy     | 33.782 | + 0.238 |
| 8.    | Wolfgang Kindl      | Austria    | 33.811 | + 0.267 |
| 9.    | David Nößler        | Niemcy     | 33.865 | + 0.321 |
| 10.   | Timon Grancagnolo   | Niemcy     | 33.877 | + 0.333 |
|       |                     |            |        |         |
| 21.   | Mateusz Sochowicz   | Polska     |        | -       |

### Dwójki kobiet – sprint
| Medal | Zawodnicy                             | Narodowość        | Czas   | Strata  |
| ----- | ------------------------------------- | ----------------- | ------ | ------- |
|       | Jessica Degenhardt Cheyenne Rosenthal | Niemcy            | 31.205 | –       |
|       | Selina Egle Lara Kipp                 | Austria           | 31.221 | + 0.016 |
|       | Andrea Vötter Marion Oberhofer        | Włochy            | 31.228 | + 0.023 |
| 4.    | Nadia Falkensteiner Annalena Huber    | Włochy            | 31.478 | + 0.273 |
| 5.    | Anda Upīte Sanija Ozoliņa             | Łotwa             | 31.502 | + 0.297 |
| 6.    | Chevonne Forgan Sophia Kirkby         | Stany Zjednoczone | 31.522 | + 0.317 |
| 7.    | Marta Robežniece Kitija Bogdanova     | Łotwa             | 31.606 | + 0.401 |
| 8.    | Viktorija Ziediņa Selīna Zvilna       | Łotwa             | 31.615 | + 0.410 |
| 9.    | Maya Chan Reannyn Weiler              | Stany Zjednoczone | 31.631 | + 0.426 |
| 10.   | Annika Krause Magdalena Matschina     | Niemcy            | 31.704 | + 0.499 |

### Dwójki mężczyzn – sprint
| Medal | Zawodnicy                                | Narodowość        | Czas   | Strata  |
| ----- | ---------------------------------------- | ----------------- | ------ | ------- |
|       | Toni Eggert Sascha Benecken              | Niemcy            | 26.248 | –       |
|       | Tobias Wendl Tobias Arlt                 | Niemcy            | 26.284 | + 0.036 |
|       | Yannick Müller Armin Frauscher           | Austria           | 26.317 | + 0.069 |
| 4.    | Mārtiņš Bots Roberts Plūme               | Łotwa             | 26.371 | + 0.123 |
| 5.    | Emanuel Rieder Simon Kainzwaldner        | Włochy            | 26.421 | + 0.173 |
| 6.    | Hannes Orlamünder Paul Gubitz            | Niemcy            | 26.457 | + 0.209 |
| 7.    | Thomas Steu Lorenz Koller                | Austria           | 26.462 | + 0.214 |
| 8.    | Eduards Ševics-Mikeļševics Lūkass Krasts | Łotwa             | 26.555 | + 0.307 |
| 9.    | Ludwig Rieder Patrick Rastner            | Włochy            | 26.613 | + 0.365 |
| 10.   | Zack DiGregorio Sean Hollander           | Stany Zjednoczone | 26.646 | + 0.398 |
| 11.   | Wojciech Chmielewski Jakub Kowalewski    | Polska            | 26.804 | + 0.556 |

### Jedynki kobiet
| Medal | Zawodniczka        | Narodowość | 1. zjazd | 2. zjazd | Czas     | Strata |
| ----- | ------------------ | ---------- | -------- | -------- | -------- | ------ |
|       | Anna Berreiter     | Niemcy     | 41.987   | 42.004   | 1:23.991 | -      |
|       | Julia Taubitz      | Niemcy     | 42.061   | 41.988   | 1:24.049 | +0.058 |
|       | Dajana Eitberger   | Niemcy     | 42.084   | 42.023   | 1:24.107 | +0.116 |
| 4.    | Madeleine Egle     | Austria    | 42.063   | 42.105   | 1:24.168 | +0.177 |
| 5.    | Merle Fräbel       | Niemcy     | 42.078   | 42.125   | 1:24.203 | +0.212 |
| 6.    | Lisa Schulte       | Austria    | 42.222   | 42.150   | 1:24.372 | +0.381 |
| 7.    | Andrea Vötter      | Włochy     | 42.237   | 42.240   | 1:24.477 | +0.486 |
| 8.    | Kendija Aparjode   | Łotwa      | 42.342   | 42.310   | 1:24.652 | +0.661 |
| 9.    | Hannah Prock       | Austria    | 42.273   | 42.390   | 1:24.663 | +0.672 |
| 10.   | Natalie Maag       | Szwajcaria | 42.393   | 42.316   | 1:24.709 | +0.718 |
|       |                    |            |          |          |          |        |
| 20.   | Klaudia Domaradzka | Polska     |          |          |          | -      |

### Jedynki mężczyzn
| Medal | Zawodniczka       | Narodowość | 1. zjazd | 2. zjazd | Czas     | Strata |
| ----- | ----------------- | ---------- | -------- | -------- | -------- | ------ |
|       | Jonas Müller      | Austria    | 42.640   | 42.838   | 1:25.478 | -      |
|       | Max Langenhan     | Niemcy     | 42.707   | 42.875   | 1:25.582 | +0.104 |
|       | David Gleirscher  | Austria    | 42.677   | 42.922   | 1:25.599 | +0.121 |
| 4.    | Felix Loch        | Niemcy     | 42.744   | 42.879   | 1:25.623 | +0.145 |
| 5.    | Kristers Aparjods | Łotwa      | 42.895   | 42.877   | 1:25.772 | +0.294 |
| 6.    | Wolfgang Kindl    | Austria    | 42.871   | 43.036   | 1:25.907 | +0.429 |
| 7.    | Timon Grancagnolo | Niemcy     | 42.917   | 43.050   | 1:25.967 | +0.489 |
| 8.    | David Nößler      | Niemcy     | 42.958   | 43.072   | 1:26.030 | +0.552 |
| 9.    | Gints Bērziņš     | Łotwa      | 43.046   | 43.004   | 1:26.050 | +0.572 |
| 10.   | Nico Gleirscher   | Austria    | 42.989   | 43.076   | 1:26.065 | +0.587 |
|       |                   |            |          |          |          |        |
| 18.   | Mateusz Sochowicz | Polska     | 43.449   | 43.413   | 1:26.862 | +1.384 |

### Dwójki kobiet
| Medal | Zawodniczka                           | Narodowość        | 1. zjazd | 2. zjazd | Czas     | Strata |
| ----- | ------------------------------------- | ----------------- | -------- | -------- | -------- | ------ |
|       | Jessica Degenhardt Cheyenne Rosenthal | Niemcy            | 38.823   | 38.796   | 1:17.619 | -      |
|       | Selina Egle Lara Kipp                 | Austria           | 39.838   | 38.907   | 1:17.745 | +0.126 |
|       | Andrea Vötter Marion Oberhofer        | Włochy            | 38.889   | 38.917   | 1:17.806 | +0.187 |
| 4.    | Anda Upīte Sanija Ozoliņa             | Łotwa             | 39.061   | 39.112   | 1:18.173 | +0.554 |
| 5.    | Nadia Falkensteiner Annalena Huber    | Włochy            | 39.211   | 39.220   | 1:18.431 | +0.812 |
| 6.    | Chevonne Forgan Sophia Kirkby         | Stany Zjednoczone | 39.252   | 39220    | 1:18.472 | +0.853 |
| 7.    | Lisa Zimmermann Dorothea Schwarz      | Austria           | 39.260   | 39.264   | 1:18.524 | +0.905 |
| 8.    | Marta Robežniece Kitija Bogdanova     | Łotwa             | 39.336   | 39.270   | 1:18.606 | +0.987 |
| 9.    | Maya Chan Reannyn Weiler              | Stany Zjednoczone | 39.444   | 39.352   | 1:18.796 | +1.177 |
| 10.   | Viktorija Ziediņa Selīna Zvilna       | Łotwa             | 39.272   | 39.554   | 1:18.826 | +1.207 |

### Dwójki mężczyzn
| Medal | Zawodniczka                           | Narodowość        | 1. zjazd | 2. zjazd | Czas     | Strata |
| ----- | ------------------------------------- | ----------------- | -------- | -------- | -------- | ------ |
|       | Toni Eggert Sascha Benecken           | Niemcy            | 41.730   | 41.787   | 1:23.517 | -      |
|       | Tobias Wendl Tobias Arlt              | Niemcy            | 41.893   | 41.795   | 1:23.688 | +0.171 |
|       | Yannick Müller Armin Frauscher        | Austria           | 41.839   | 41.870   | 1:23.709 | +0.192 |
| 4.    | Thomas Steu Lorenz Koller             | Austria           | 41.930   | 41.977   | 1:23.907 | +0.390 |
| 5.    | Mārtiņš Bots Roberts Plūme            | Łotwa             | 41.975   | 42.027   | 1:24.002 | +0.485 |
| 6.    | Emanuel Rieder Simon Kainzwaldner     | Włochy            | 42.047   | 42.043   | 1:24.090 | +0.573 |
| 7.    | Zack DiGregorio Sean Hollander        | Stany Zjednoczone | 42.120   | 42.012   | 1:24.132 | +0.615 |
| 8.    | Juri Gatt Riccardo Schöpf             | Austria           | 42.121   | 42.156   | 1:24.277 | +0.760 |
| 9.    | Hannes Orlamünder Paul Gubitz         | Niemcy            | 42.133   | 42.185   | 1:24.318 | +0.801 |
| 10.   | Ludwig Rieder Patrick Rastner         | Włochy            | 42.096   | 42.308   | 1:24.404 | +0.887 |
| 11.   | Wojciech Chmielewski Jakub Kowalewski | Polska            | 42.216   | 42.284   | 1:24.500 | +0.983 |

### Drużynowe
| Medal | Zawodnicy                                                                  | Narodowość        | Czas     | Strata  |
| ----- | -------------------------------------------------------------------------- | ----------------- | -------- | ------- |
|       | Anna Berreiter Max Langenhan Toni Eggert Sascha Benecken                   | Niemcy            | 2:22.266 | -       |
|       | Madeleine Egle Jonas Müller Yannick Müller Armin Frauscher                 | Austria           | 2:22.289 | +0.023  |
|       | Kendija Aparjode Kristers Aparjods Mārtiņš Bots Roberts Plūme              | Łotwa             | 2:22.666 | +0.400  |
| 4.    | Andrea Vötter Dominik Fischnaller Emanuel Rieder Simon Kainzwaldner        | Włochy            | 2:23.001 | +0.735  |
| 5.    | Summer Britcher Tucker West Zack DiGregorio Sean Hollander                 | Stany Zjednoczone | 2:23.229 | +0.963  |
| 6.    | Klaudia Domaradzka Mateusz Sochowicz Wojciech Chmielewski Jakub Kowalewski | Polska            | 2:24.563 | +2.297  |
| 7.    | Katarína Šimoňáková Jozef Ninis Tomáš Vaverčák Matej Zmij                  | Słowacja          | 2:24.877 | +2.611  |
| 8.    | Julianna Tunijtska Andrij Mandzij Ihor Hoi Rostysław Lewkowicz             | Ukraina           | 2:25.256 | +2.990  |
| 9.    | Raluca Strămăturaru Valentin Crețu Ștefan Handaric                         | Rumunia           | 2:25.892 | +3.626  |
| 10.   | Trinity Ellis Dylan Morse Devin Wardrope Cole Zajanski                     | Kanada            | 2:36.139 | +13.873 |

## Klasyfikacja medalowa
| Miejsce | Państwo | złoto | srebro | brąz | Razem |
| ------- | ------- | ----- | ------ | ---- | ----- |
| 1.      | Niemcy  | 8     | 5      | 3    | 16    |
| 2.      | Austria | 1     | 4      | 3    | 8     |
| 3.      | Włochy  | 0     | 0      | 2    | 2     |
| 4.      | Łotwa   | 0     | 0      | 1    | 1     |